# Gilbert Marie Michel Méranville
Gilbert Marie Michel Méranville (Le Vauclin, Martinica, 4 de fevereiro de 1936) é Arcebispo Emérito de Fort-de-France e Saint-Pierre.
Michel Méranville estudou teologia na Pontifícia Universidade Urbaniana de Roma e contabilidade e ciência da computação no Conservatoire National des Arts et Métiers (CNAM) em Paris. Foi ordenado sacerdote em 20 de dezembro de 1959 para a diocese de Saint-Pierre et Fort-de-France.
Depois do trabalho pastoral em várias paróquias da Martinica, trabalhou para o Ministério Ultramarino francês de 1966 a 1970. De 1974 a 1981 foi capelão militar e capelão prisional em Fort-de-France. De 1981 a 2004 foi pároco da Catedral de Fort-de-France.
Em 14 de novembro de 2003, o Papa João Paulo II o nomeou Arcebispo de Saint-Pierre et Fort-de-France. Seu predecessor Maurice Marie-Sainte deu-lhe a consagração episcopal em 18 de abril de 2004; Os co-consagradores foram o Bispo de Basse-Terre, Ernest Mesmin Lucien Cabo, e o Bispo de Caiena, Louis Sankalé.
O Papa Francisco aceitou sua aposentadoria em 7 de março de 2015.